# Gare de Nagahama
La gare de Nagahama (長浜駅, Nagahama-eki) est une gare ferroviaire de la ville de Nagahama, dans la préfecture de Shiga, au Japon. La gare est exploitée par la JR West.

## Situation ferroviaire
La gare de Nagahama est située au point kilométrique (PK) 7,7 km de la ligne principale Hokuriku.

## Historique
La gare a été inaugurée le 10 mars 1882.

## Service des voyageurs

### Accueil
La gare dispose d'un bâtiment voyageurs, avec guichets, ouvert tous les jours.

### Desserte
- Ligne Biwako : 

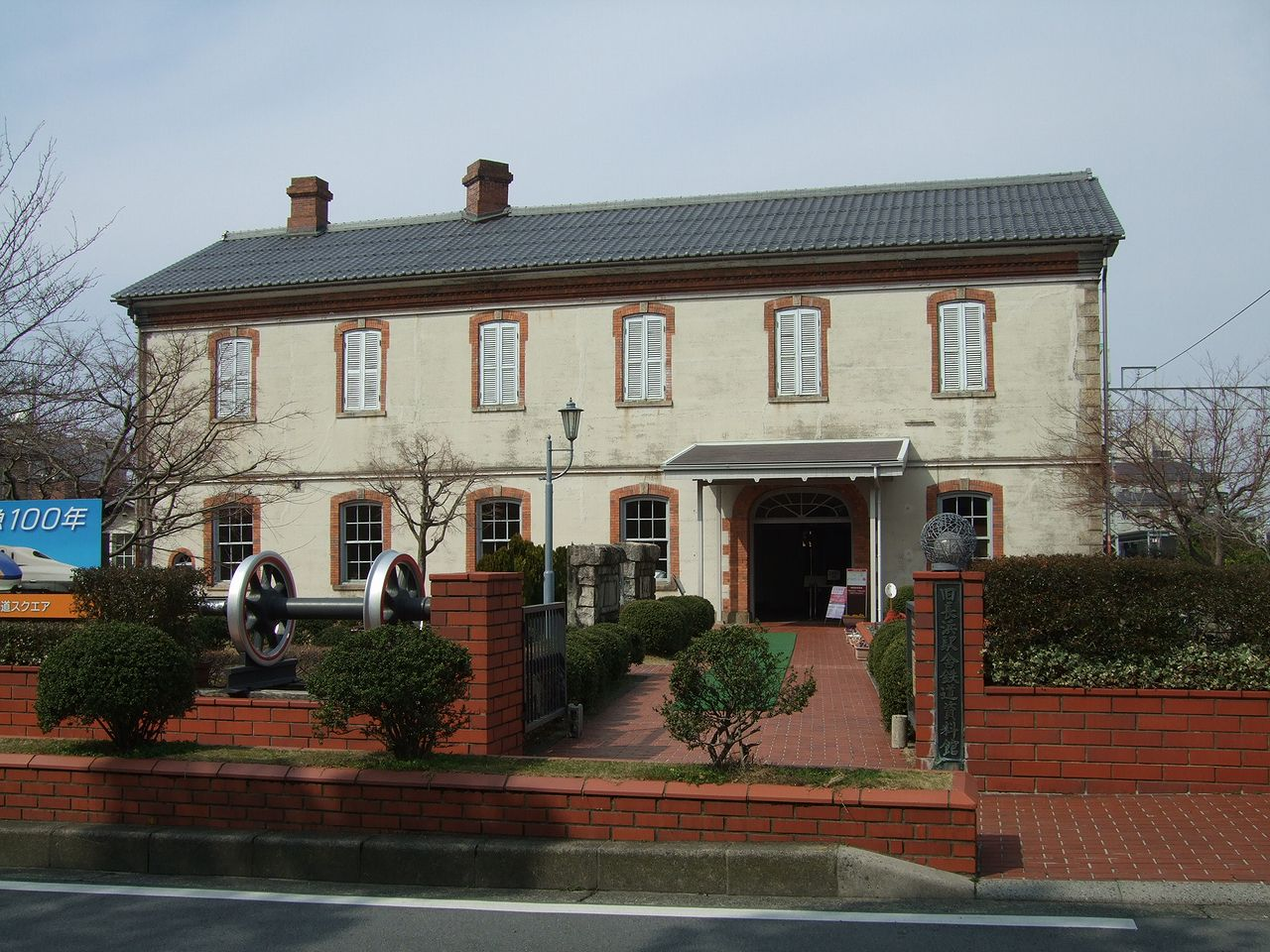
L'ancien bâtiment voyageurs de la gare, transformé en musée.

  - voies 1 et 4 : direction Maibara, Kyoto et Osaka
- Ligne principale Hokuriku : 
  - voies 2 , 3 et 4 : direction Tsuruga